# III (Germaanse) SS Pantserkorps
Het III (Germaanse) SS Pantserkorps (Duits: Generalkommando III. (germ.) SS Panzerkorps) was een Duits legerkorps van de Waffen-SS tijdens de Tweede Wereldoorlog. Het korps kwam in actie aan de noord-sector van het oostfront, verzeilde in de Koerland-pocket, vocht bij de Slag om Berlijn en eindigde aan de Elbe.

## Krijgsgeschiedenis

### Oprichting
Het III (Germaanse) SS Pantserkorps werd opgericht op 15 april 1943 op Oefenterrein Grafenwöhr. Oorspronkelijk was het korps bedoeld om de 5. SS-Panzer-Division Wiking en 11. SS-Freiwilligen-Panzergrenadier-Division Nordland te leiden. Voor Wiking lukte dit niet, maar de Brigades Nederland, Langemarck en Wallonien kwamen wel bij het korps.

### 1943
Het korps werd al eind augustus 1943, dus nog in zijn oprichtingsperiode, naar de Balkan verplaatst. Op dat moment bestond het korps voor meer als de helft uit Roemeense Volksduitsers, terwijl op (onder-)officierskorps-niveau driekwart bestond uit Rijksduitsers. Op de Balkan kwam het korps ook in actie tegen Joegoslavische partizanen en nam in september 1943 deel aan de ontwapening van de Italiaanse troepen.

### 1944
In november/december 1943 werd het korps naar de noordelijke sector van het Oostfront verplaatst, naar het 18e Leger. Het korps nam de frontlijn over rond het Oranienbaum bruggenhoofd. Hier kwam het korps in actie tegen het Sovjet Leningrad-Novogorod-offensief in januari 1944. Het korps was niet opgewassen tegen de Sovjet-aanvallen en moest zich terugtrekken naar het gebied rond Narva. Hier kwam het korps in actie in het Narva-bruggenhoofd en was de belangrijkste pijler van de verdediging, die duurde tot de zomer van 1944. Nadat het Rode Leger in juni 1944 zijn zomeroffensief ingezet had, was het korps gedwongen zijn stellingen op te geven en terug te trekken. Deze terugtrekking eindigde voorlopig in de Koerland-pocket, waarbij het korps het front ten zuiden van Liepāja verdedigde tegen meerdere Sovjet-offensieven.

### 1945
In februari 1945 werd het korps per schip van Koerland naar Pommeren vervoerd, waar het onder bevel kwam van het 11e Leger. Vrijwel meteen werd het korps ingezet in Operatie Sonnenwende. In deze operatie, met onder bevel de 11. SS-Freiwilligen-Panzergrenadier-Division Nordland, 23. SS Freiwilligen-Panzergrenadier-Division Nederland (niederländische Nr. 1), 27. SS-Freiwilligen-Grenadier-Division Langemarck en de Führer-Begleit-Division, leed het korps zware verliezen. Daarna werd het korps over de Oder teruggebracht, kwam in reserve van het 3e Pantserleger en werd gedeeltelijk herbouwd. Bij het begin van het Sovjet-Oderoffensief op 16 april 1945 lag het korps ten noordoosten van Berlijn. Tijdelijk in naam geüpgraded naar Armee-Abteilung Steiner, zou het korps een ontzettingsaanval op Berlijn moeten uitvoeren, maar daarvoor ontbraken de krachten. Er restte nu niets anders dan terugtrekken richting de Elbe.
Het III (Germaanse) SS Pantserkorps capituleerde op 4 mei 1945 aan de Elbe aan Amerikaanse troepen.

## Bovenliggende bevelslagen
| Leger                   | Legergroep            | Plaats/regio | Begin              | Eind               |
| ----------------------- | --------------------- | ------------ | ------------------ | ------------------ |
| --                      | BdE                   | Beieren      | juli 1943          | eind augustus 1943 |
| 2. Panzerarmee          | Heeresgruppe F        | Balkan       | september 1943     | november 1943      |
| direct onder bevel      | Heeresgruppe Nord     | Oranienbaum  | december 1943      |                    |
| 18. Armee               | Heeresgruppe Nord     | Oranienbaum  | januari 1944       | 3 februari 1944    |
| Gruppe Sponheimer       | Heeresgruppe Nord     | Narva        | 4 februari 1944    | 22 februari 1944   |
| Armee-Abteilung Narwa   | Heeresgruppe Nord     | Narva        | 22 februari 1944   | 21 september 1944  |
| 16. Armee               | Heeresgruppe Nord     | Estland      | 22 september 1944  | 24 september 1944  |
| Armee-Abteilung Grasser | Heeresgruppe Nord     | Letland      | 25 september 1944  |                    |
| direct onder bevel      | Heeresgruppe Nord     | Koerland     | oktober 1944       |                    |
| 18. Armee               | Heeresgruppe Nord     | Koerland     | eind oktober 1944  | februari 1945      |
| 11. Panzerarmee         | Heeresgruppe Weichsel | Pommeren     | februari 1945      | eind februari 1945 |
| 3. Panzerarmee          | Heeresgruppe Weichsel | Mecklenburg  | eind februari 1945 | 28 april 1945      |
| 21. Armee               | Heeresgruppe Weichsel | Elbe         | 28 april 1945      | 4 mei 1945         |

## Commandanten

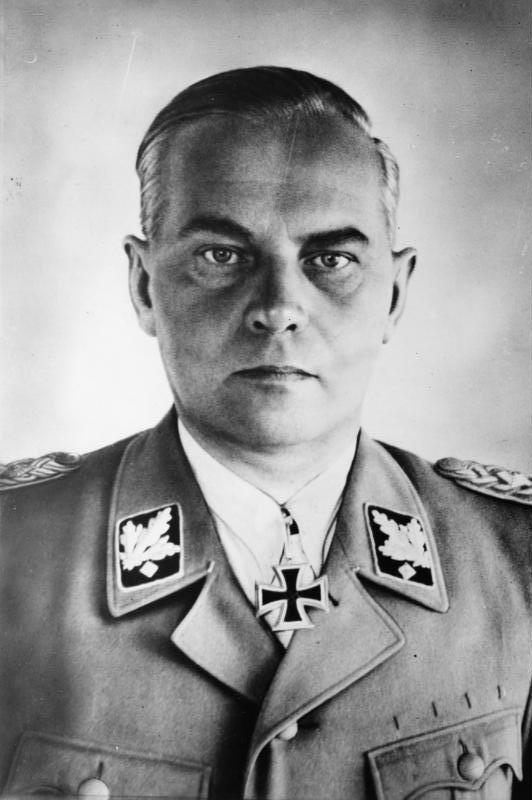
SS-Gruppenführer Felix Steiner

| Rang                                                      | Naam                      | Begin                             | Eind                              |
| --------------------------------------------------------- | ------------------------- | --------------------------------- | --------------------------------- |
| SS-Gruppenführer SS-Obergruppenführer (vanaf 1 juli 1943) | Felix Steiner             | 1 mei 1943                        | 30 oktober 1944 - 9 november 1944 |
| SS-Obergruppenführer                                      | Georg Keppler             | 30 oktober 1944 - 9 november 1944 | 4 februari 1945                   |
| SS-Obergruppenführer                                      | Matthias Kleinheisterkamp | 4 februari 1945                   | 11 februari 1945                  |
| Generalleutnant                                           | Martin Unrein             | 11 februari 1945                  | 5 maart 1945                      |
| SS-Obergruppenführer                                      | Felix Steiner             | 1 april 1945                      | 3 mei 1945                        |

## Stafchefs van het V SS Bergkorps
| Rang                              | Naam                          | Begin             | Eind             | Opmerking |
| --------------------------------- | ----------------------------- | ----------------- | ---------------- | --------- |
| SS-Obersturmbannführer            | Hans Sporn                    | 15 april 1943     | 16 juni 1943     |           |
| Oberst i.G. en SS-Oberführer      | Joachim Ziegler               | 20 juni 1943      | 10 augustus 1944 |           |
| SS-Oberführer der Reserve (W-SS)  | Gustav Krukenberg             | 10 augustus 1944  | 14 augustus 1944 |           |
| SS-Standartenführer der Waffen-SS | Helmut von Vollard-Böckelberg | 11 september 1944 | 1 maart 1945     |           |
| SS-Sturmbannführer                | Jürgen von Bock               | Maart 1945        | April 1945       |           |
| SS-Obersturmbannführer            | Wilhelm Radtke                | April 1945        | April 1945       |           |
| SS-Oberführer                     | Helmut von Volland-Böckelberg | April 1945        | Mei 1945         |           |

## Samenstelling
- Artillerie-Kommandeure (Arko) - Peter Hansen (1 oktober 1944 - 5 februari 1945[8], andere bron vermeldt: 10 juli 1944 - 22 augustus 1944[9])
- IIa - Karl Diebitsch (1 mei 1943 - 6 december 1943[10])